# Frank Siebeck
Frank Siebeck (* 17. August 1949 in Schkeuditz) ist ein deutscher Leichtathlet und Olympiateilnehmer, der – für die DDR startend – Ende der 1960er und in den 1970er Jahren ein erfolgreicher 110-Meter-Hürdenläufer war. Sein bedeutendster Erfolg ist der Sieg bei den Europameisterschaften 1971 in Helsinki in 14,0 s, wofür er mit dem Vaterländischen Verdienstorden ausgezeichnet wurde. Nach seinem Ausstieg aus dem aktiven Leistungssport, einer Trainerausbildung und einem Studium der Sportpädagogik war Frank Siebeck als Sportlehrer an der Leipziger Anton-Philipp-Reclam-Schule tätig. Sein Sohn Mark Siebeck (* 1975) war Volleyball-Auswahlspieler.

## Weitere Einsätze bei internationalen Höhepunkten
- Europameisterschaften 1969 in Athen: Im Halbfinale ausgeschieden
- Olympische Spiele 1972 in München: Platz 5 (13,71 s)
- Europameisterschaften 1974 in Rom: Platz 8 (14,79 s)
- Olympische Spiele 1976 in Montreal: Im Halbfinale ausgeschieden

Frank Siebeck gehörte dem Verein SC Leipzig an. In seiner Wettkampfzeit war er 1,89 m groß und 78 kg schwer.

## Privat
Frank Siebecks Sohn Mark Siebeck war deutscher Volleyball-Nationalspieler.